# Præboreal tid
Præboreal tid fra ca. 9.300-7.900 f.Kr. markerer starten på den postglaciale periode, dvs. den periode hvor isen for alvor havde sluppet sit tag i Danmark. Navnet præ-boreal betyder forløberen for den kommende periode med borealt klima. Klimaet var således en del koldere end i dag, men temperaturen steg efterhånden. Birk og skovfyr koloniserede landet der blev dækket af en lysåben skov. De store skovdyr genindvandrede: Urokse, europæisk bison og elg, men også vildhesten (Equus ferus) trivedes i de lysåbne skove. Igennem næsten hele perioden var Østersø-bassinet opfyldt af Yoldiahavet.
I hele perioden hørte menneskene i Danmark til skovjægerkulturen Maglemosekulturen, (ca. 9.300 – 6.400 f.Kr.). Perioden er den første i Ældre stenalder (ca. 8.900 f.Kr. – 3.900 f.Kr.)